# Мюльгаузен (Крайхгау)
Мюльгаузен (нім. Mühlhausen) — громада в Німеччині, знаходиться в землі Баден-Вюртемберг. Підпорядковується адміністративному округу Карлсруе. Входить до складу району Рейн-Неккар.
Площа — 15,31 км2. Населення становить 8672 ос. (станом на 31 грудня 2020).